# Les Alqueries
Les Alqueries (spanisch Alquerías del Niño Perdido) ist eine Gemeinde in der Provinz Castellón der Autonomen Gemeinschaft Valencia in Spanien.

## Geografie
Les Alqueries befindet sich in einer Küstenebene, 9 Kilometer vom Mittelmeer entfernt. Die Landschaft wird weitgehend von Orangenbäumen dominiert. Die Gemeinde grenzt an die Gemeinden Burriana, Nules und Villa-real.

## Geschichte
Das Gebiet, in dem sich Les Alqueries befindet (60 Kilometer nördlich von Valencia), ist seit der iberischen Epoche besiedelt. Les Alqueries war früher in drei kleinere Dörfer namens Bellaguarda, Bonastre und Bonretorn unterteilt. Vor 1609 waren die meisten Einwohner dieser Dörfer ethnische Araber. Nach dem April 1609 (Datum der Vertreibung) besetzte eine neue christliche Bevölkerung langsam die von den Morisken verlassenen Grundstücke; viele dieser Neuankömmlinge waren Bauern aus nahe gelegenen Dörfern sowie andere Siedler aus dem Norden des Königreichs Valencia.
Knapp 70 Jahre nach der Vertreibung der Morisken errichteten Mönche aus Caudiel (in der Nähe von Segorbe) eine kleine Kirche (Església del Replà), die zu einer Art Treffpunkt für die Bewohner dieser Gegend wurde. Im Laufe der Zeit führte diese Kirche zur Vereinigung der drei ehemaligen Dörfer, die unter dem Namen Les Alqueries bekannt wurden, was so viel wie "die Dörfer" bedeutet. Nach der christlichen Eroberung im 13. Jahrhundert wurde Les Alqueries Teil der Gemeinde Vila-real, erlangte aber 1985 durch ein Dekret der Generalitat Valenciana (autonome Regierung Valencias) ihre Unabhängigkeit.

## Sehenswürdigkeiten
Das Rathaus, Casa Safont, ein modernistisches Gebäude, und der Platz La Plaça de les Pedres, wo die Reste einer römischen Mühle freigelegt sind, sind zwei interessante Orte für Touristen.